# کتابخانه تربیت

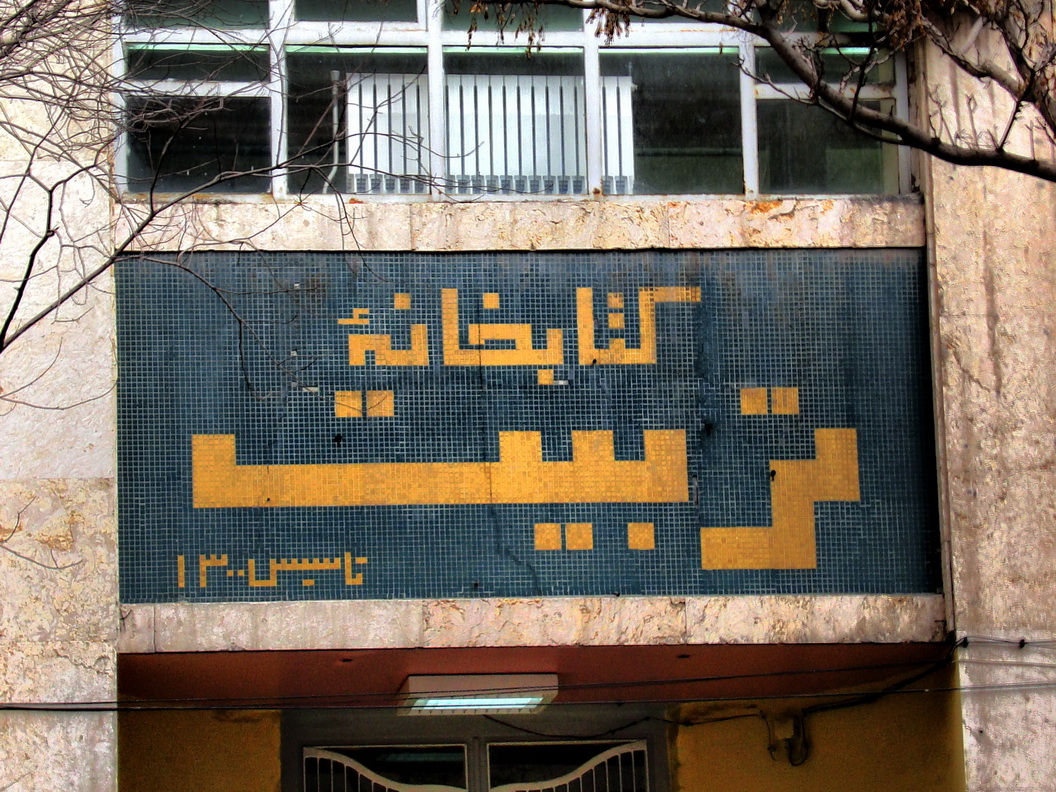

کتابخانه تربیت نخستین کتابخانه دولتی ایران است که در سال ۱۳۰۰ در شهر تبریز ایجاد شد.

## تاریخچه
این کتابخانه در سال ۱۳۰۰ توسط محمدعلی خان تربیت با نام «کتابخانه و قرائتخانه عمومی معارف» در یکی از اتاق‌های دبیرستان محمّدیه (دبیرستان فردوسی کنونی) واقع در کوی حرم‌خانه و پشت استانداری کنونی پایه‌گذاری شد. در ۱۳۱۲ کتابخانه به محل کنونی خود در میدان دانشسرا انتقال یافت. نسخه‌های خطّی کتابخانه تربیت پس از انقلاب اسلامی به کتابخانه ملی تبریز منتقل شده‌است.